# Herb gminy Hajnówka
Herb gminy Hajnówka – jeden z symboli gminy Hajnówka, ustanowiony 4 czerwca 2013.

## Wygląd i symbolika
Herb przedstawia na tarczy w polu srebrnym przed dębem zielonym na zielonej murawie czarnego żubra.